# Al-Sha'ab Ibb
El Al-Shaab Ibb es un equipo de fútbol de Yemen que juega en la Liga Yemení, la liga de fútbol más importante del país.
Fue fundado en el año 1964 en la localidad de Ibb y cuenta con 3 títulos de liga, 3 títulos de copa y 1 supercopa en su historia, incluyendo 2 finales de copa perdidas.
A nivel internacional ha participado en 2 torneos continentales, el primero fue la Copa de la AFC del año 2004, donde fue eliminado en la fase de grupos por el Negmeh SC de Líbano, el Nisa Aşgabat de Turkmenistán y el Muktijoddha Sangsad SK de Bangladés.

## Palmarés
- Liga Yemení: 3

2003, 2004, 2012
- President Cup: 2

2002, 2003
- - Finalista: 1

2008
- Copa 26 de Septiembre: 1

2002
- - Finalista: 1

2003
- Super Copa de Yémen: 1

2013

## Participación en competiciones de la AFC
- Copa de la AFC: 2 apariciones

2004 - Fase de grupos
2013 -